# کاترین لیا النودوتیر
کاترین لیا النودوتیر ( ایسلندی: Katrín Lea Elenudóttir؛ زادهٔ ۲۲ فوریهٔ ۱۹۹۹) مدل و مانکن ارمنی‌تبار اهل ایسلند است که در رقابت دوشیزه جهان ۲۰۱۸ شرکت نمود.

## زندگی‌نامه
وی با نام (روسی: Екатерина Скоробогатова) در ۲۲ فوریه ۱۹۹۹ در امسک به دنیا آمد . وی همچنین برنده جوایزی همچون دوشیزه جهان ۲۰۱۸ ایسلند شد.